# Tägerwilen
Tägerwilen är en ort och kommun i distriktet Kreuzlingen i kantonen Thurgau, Schweiz. Kommunen har 5 341 invånare (2023).